# Oguzhan (Turkmenistán)
Oguzhan (en turcomano: Oguzhan; en ruso: Огузхан), conocida hasta 1993 como Gulanli (en turcomano: Gulanly; en ruso: Гуланлы), es un asentamiento urbano de Turkmenistán, antigua capital del extinto distrito de Oguzhan y actualmente parte del distrito de Murgap en la provincia de Mari.

## Toponimia
Oguzhan es la ortografía turcomana de Oghuz Kan, el progenitor mítico de las naciones turcas, y la ciudad fue renombrada en su honor. Atanyyazow guarda silencio sobre el significado o el origen del nombre Gulanli, que literalmente significa "con asnos salvajes" (gulan es "asno salvaje" + -ly "con").

## Historia
Oguzhan es sede de un depósito de fertilizantes y de industrias del algodón.
El 9 de noviembre de 2022 se abolió el distrito de Oguzhan y muchos de sus asentamientos fueron transferidos al distrito de Murgap.

## Infraestructura

### Transporte
Oguzhan cuenta con una estación del mismo nombre en un ramal del ferrocarril Transcaspio construido entre 1992 y 1996 que va desde el cruce de Parahat a Sarags y luego a Irán. Por aquí también pasa la carretera P-9.